# Wioska potiomkinowska
Wioska potiomkinowska, wieś potiomkinowska (ros. потемкинские деревни) – określenie pochodzące od nazwiska gubernatora Nowej Rosji, Grigorija Potiomkina, używane w odniesieniu do mistyfikacji, oszustwa, mającego na celu wywarcie dobrego wrażenia i ukrycie prawdziwej natury sytuacji.

## Geneza
Potiomkin w 1787 roku zorganizował dla cesarzowej Rosji Katarzyny II i jej dworu przejażdżkę w dół Dniepru w celu pokazania, jak wielki sukces książę odniósł podczas kolonizacji prowincji świeżo wydartej Turkom osmańskim. Aby wywrzeć na władczyni dobre wrażenie, Potiomkin miał rzekomo zmontować kilka przenośnych „wiosek” rozmieszczonych w ważniejszych punktach wzdłuż brzegu rzeki. Gdy cesarska łódź pojawiała się w polu widzenia, przebrani za wieśniaków ludzie Potiomkina zaczynali wznosić radosne okrzyki na cześć carycy i towarzyszących jej zagranicznych ambasadorów.
W opinii historyków dopiero ‪Astolphe de Custine‬ (pół wieku po wizycie carycy Katarzyny) w swoich kronikach rosyjskich nadał „wioskom ‪potiomkinowskim” status ‬rzeczywistego procederu, który ma miejsce w historii rosyjskiej od XII wieku. Przesadzone opowieści na temat skali tworzenia fasad w okresie panowania Katarzyny miałyby być antypotiomkinowską propagandą. Zdaniem rosyjskiego historyka Aleksandra Panchenki wioski ‪potiomkinowski‬e są w dużej części mitem. Panchenko pisze, że „Potiomkin rzeczywiście dekorował miasta i wsie, ale nie robił z tego żadnej tajemnicy”. Simon Sebag Montefiore za autora wyrażenia „wioski potiomkinowskie” uważa posła saskiego Georga von Helbiga, który był rozgoryczony tym, że nie zaproszono go na Krym; zwrot ten tym samym miałby powstać za sprawą osoby, która nie była świadkiem wydarzeń. W roku 1809 ukazała się biografia Potiomkina autorstwa Helbiga, w której powtarzał swoje wcześniejsze zarzuty wobec księcia.